# 奈奈見沙織
奈奈見沙織（日語：奈々見 沙織、假名：ななみ さおり、英語：、1977年9月13日—）是日本的AV女優，神奈川縣出身。
曾經拍過寫真，1998年出道，隸屬「Sexia」旗下，擁有G罩杯的巨乳，被稱為巨乳美少女始祖。與山本龍二合作過，共有14部作品。已引退。

## 作品
- 1998 SEXIA SEA-044「Premium」
- 1998 SEXIA SEA-051「My Secret」
- 1998 SEXIA SEA-064「Private Lesson」
- SEXIA SEA-047「ジェラシー」
- SEXIA SEA-058「夜想曲」
- SEXIA SEA-078「Too Sexy  」
- Samansa XS-2154「肉彈 G Cup」
- Samansa XS-2151 「密やかな欲望」
- Atlas21 8A-123「出血大制服47」

## 外部連結
- 懷舊女優‧巨乳美少女始祖- 奈奈見沙織